# Salem (Nova Iorque)
Salem é uma cidade do condado norte-americano de Washington, Nova Iorque.